# Hospedagem domiciliar

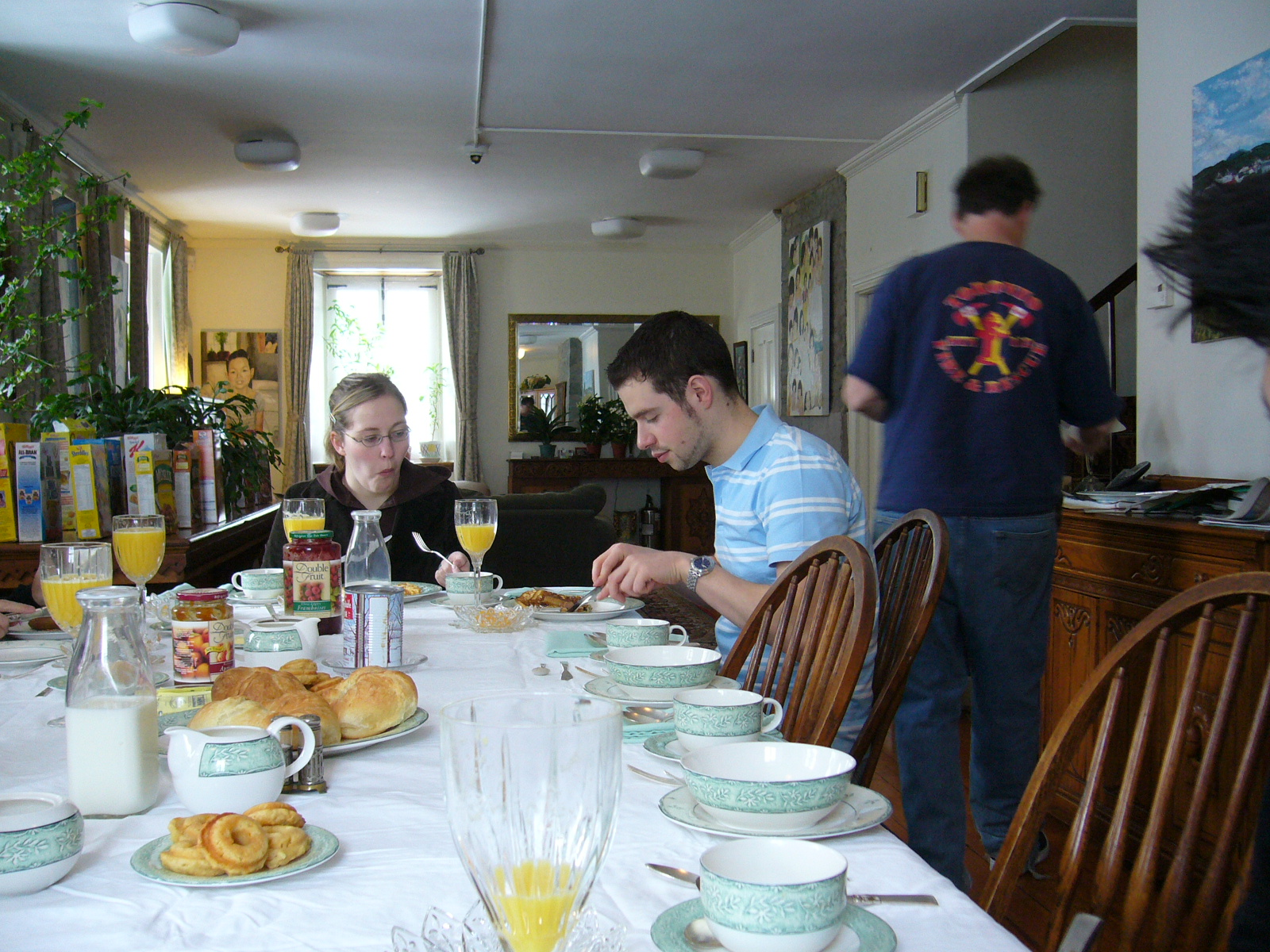
Um café da manhã numa hospedagem.

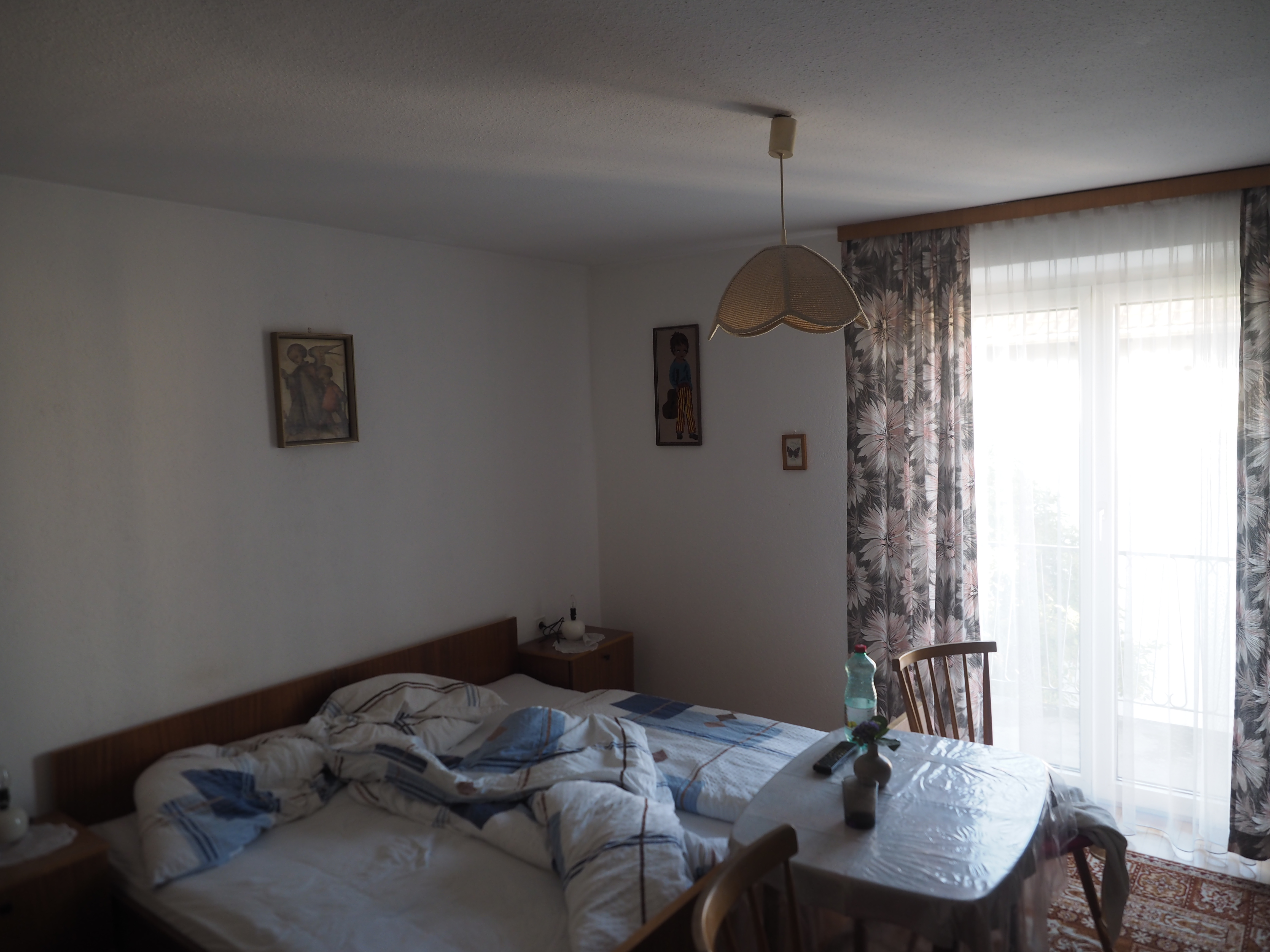
Um típico quarto de hotel de uma hospedagem.

Hospedagem domiciliar ou alojamento local (popularmente conhecido nos Estados Unidos como bed and breakfast, ou pelas siglas  B&B ou BnB) é uma modalidade especial de serviço de meios de hospedagem, em que o hóspede utiliza um quarto ou um apartamento na residência do hospedeiro ou anfitrião, compartilhando alguns espaços da mesma. Para o hospede é uma maneira de se aproximar mais dos hábitos e da cultura local, usufruindo um serviço de boa qualidade e a preços acessíveis.